# Station Starogard Gdański
Station Starogard Gdański is een spoorwegstation in de Poolse plaats Starogard Gdański.